# Toom Comics
Toom Comics est une maison d'édition de bande dessinée française orientée sur l'Afrique. Elle est ouverte à Orléans depuis le 12 août 2015.

## Présentation

### Histoire
Toom Comics est né de la rencontre entre les deux auteurs Simon Pierre Mbumbo et Virginie Mouanda Kibinde. Simon est spécialisé dans la bande dessinée, alors que Virginie est orientée vers le roman. L’idée de créer cette structure est venue à Simon à cause d’un constat. Selon lui, les africains sont trop individualistes pour pouvoir collaborer ; la France et la Belgique sont trop conservateurs pour s’ouvrir au marché africain et quand il proposait ses projets aux éditeurs, il n’avait pas de retour positif. Alors, il crée sa maison d’édition avec ses propres fonds en 2015. La structure s’appelle Studio Mbumbo.

### Ligne éditoriale
Les BD parlent de la réalité de l’Afrique avec une volonté progressiste et dénonciatrice. Dans Pas de visa pour Aïda, on parle d’immigration, du refus d’un titre de séjour français à une jeune sénégalaise. Dans Vaudou Soccer, le sujet des traditions et des anciennes pratiques sont expliqués et dénoncées. Il est avancé le fait qu’il faut faire avancer les mentalités, afin qu’elles ne restent pas dans le passé. Djo’o bar parle du quotidien des habitants de la ville de Yaoundé à travers des animaux.